# 西兰路街道
西兰路街道，是中华人民共和国陕西省咸陽市秦都区下辖的一个乡镇级行政单位。

## 行政区划
西兰路街道下辖以下地区：
水厂路社区、滨河西路社区、思源南路社区、建设路社区、福园社区、陕毛一厂社区、国棉二厂社区、陕科大社区和沈家社区。